# Klippnötväcka
Klippnötväcka (Sitta neumayer) är en tätting i familjen nötväckor som förekommer i sydöstra Europa och västra Asien.

## Fältkännetecken

### Utseende
Klippnötväckan är en typisk nötväcka med sin gråblå ovansida, långa och spetsiga näbb, korta stjärt och en smal svart ansiktsmask. Jämfört med den i Europa vida spridda nötväckan är den marginellt större (14-15,5 centimeter), har något längre näbb, saknar rödbrunt undertill och är ljusare ovan. Stjärten har heller inte svarta och vita teckningar som nötväckan har. Den mycket lika arten ravinnötväcka (Sitta tephronota) som den delar utbredningsområde med i Mellanöstern och Kaukasus är tydligt större och har kraftigare ögonstreck.

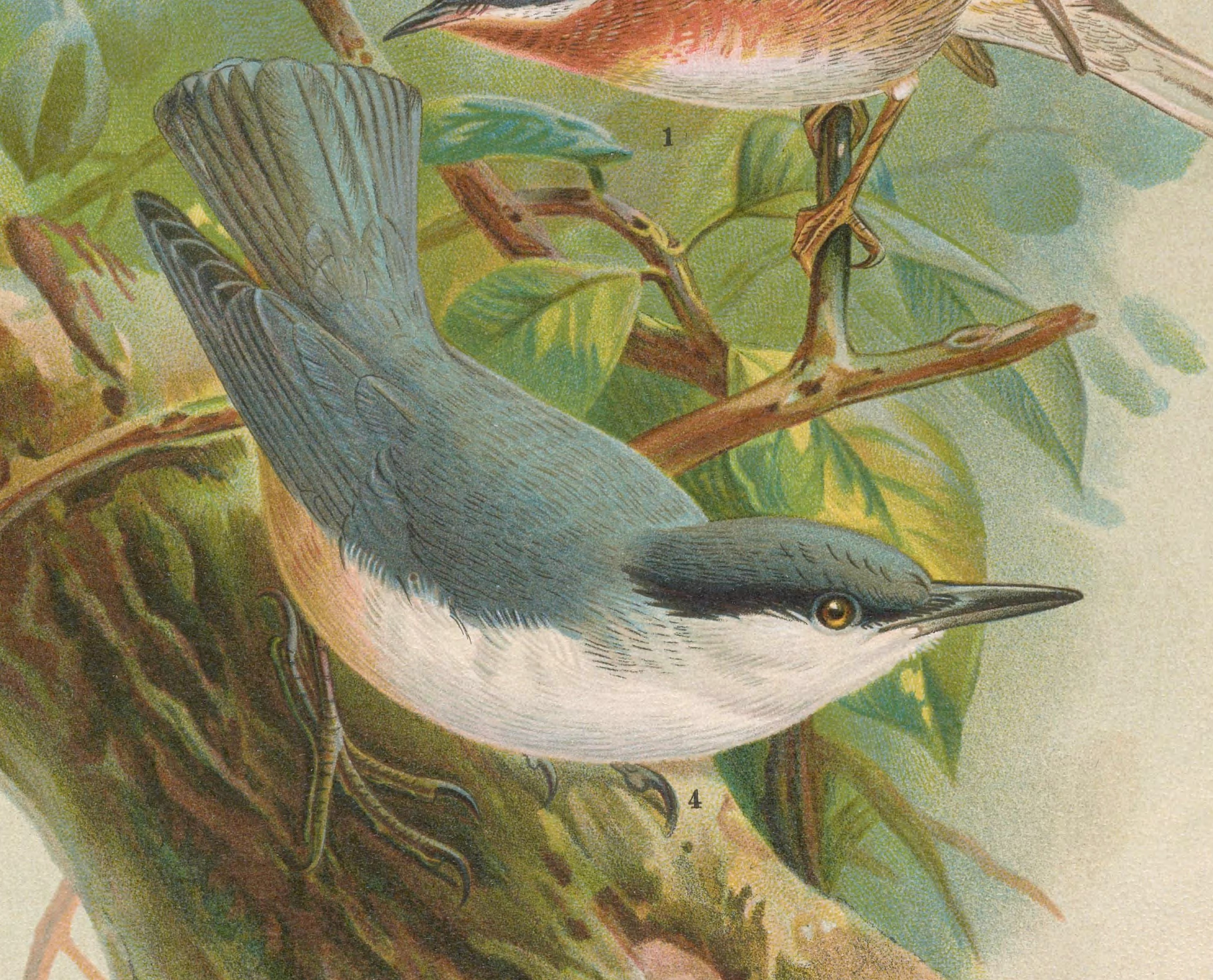
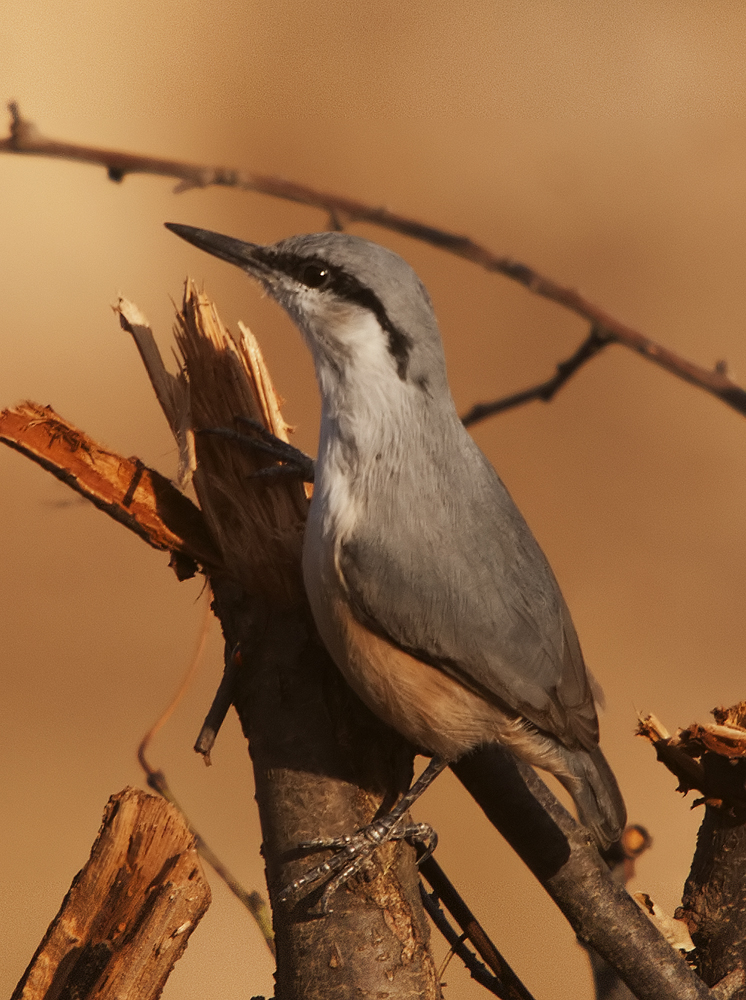
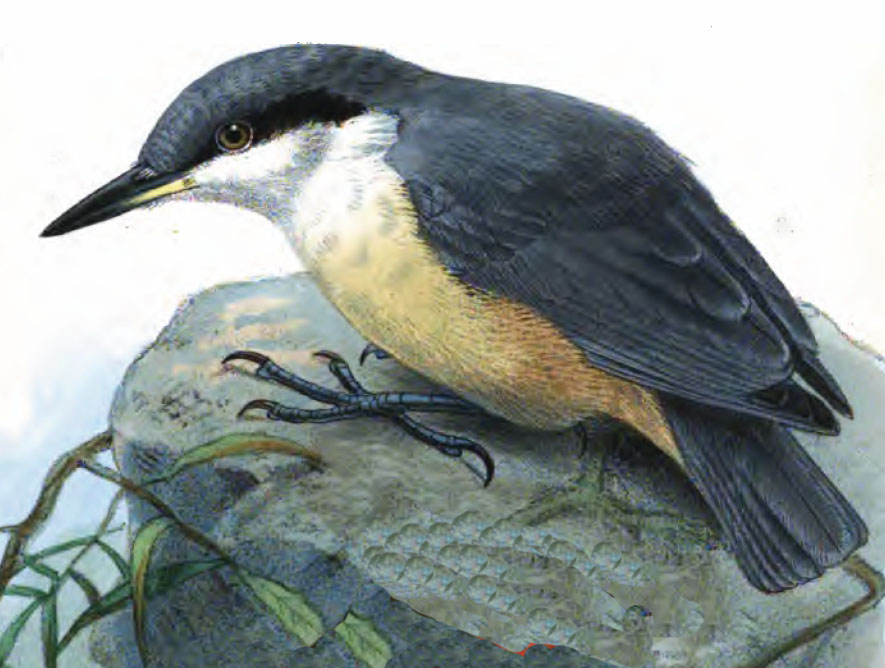

### Läten
Fågeln är mycket ljudlig. Båda könen sjunger, ibland i duett, en lång ramsa av visseltoner, påminnande om trädlärkans sång.

## Utbredning och systematik
Klippnötväckans indelning i underarter är omdiskuterad. Clements et al 2017 delar in den i fem underarter med följande utbredning:
- Sitta neumayer neumayer – förekommer på Balkanhalvön
- Sitta neumayer syriaca – förekommer från västra och centrala Turkiet till Syrien, Libanon och Israel
- Sitta neumayer rupicola – förekommer från östligaste Turkiet till norra Irak och norra Iran
- Sitta neumayer tschitscherini – förekommer i Zagrosbergen (sydvästra Iran)
- Sitta neumayer plumbea – förekommer i södra centrala Iran (berg i södra provinsen Kerman)

Andra inkluderar syriaca och rupicola i nominatformen. Dessutom urskiljs även underarten zarudnyi med förekomst på ön Lesbos i östra Grekland samt i västra Turkiet.

## Levnadssätt
Som namnet avslöjar trivs klippnötväckan kring klippiga branter med exponerade stenar, men också kring murar, gamla byggnader och antika ruiner. Den lever i torra områden med låga buskar, örter och gräsväxter. Sommartid lever den främst av insekter, vintertid av frön, även om sniglar också är en viktig del av dess föda.

### Häckning

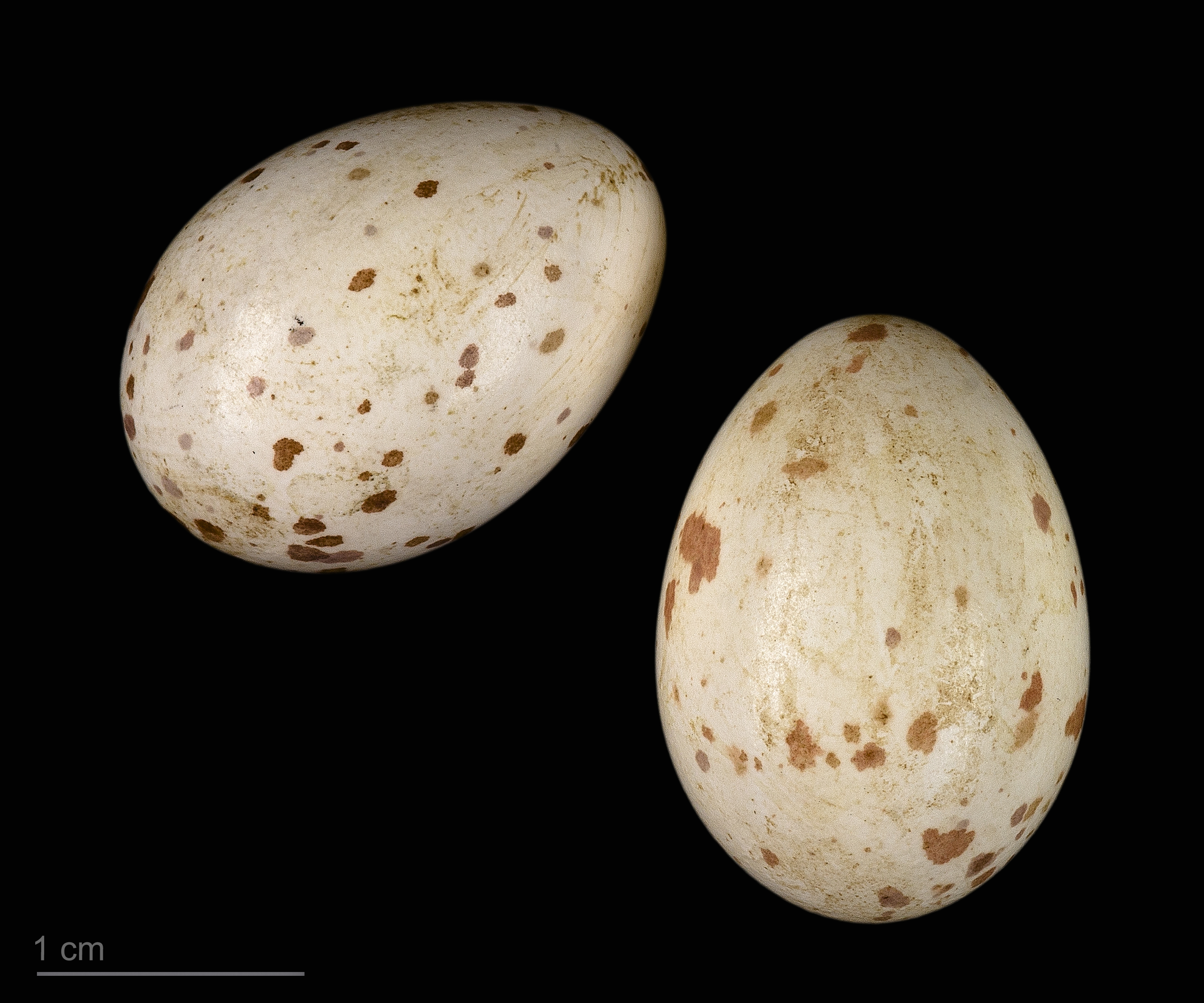
Sitta neumayer neumayer

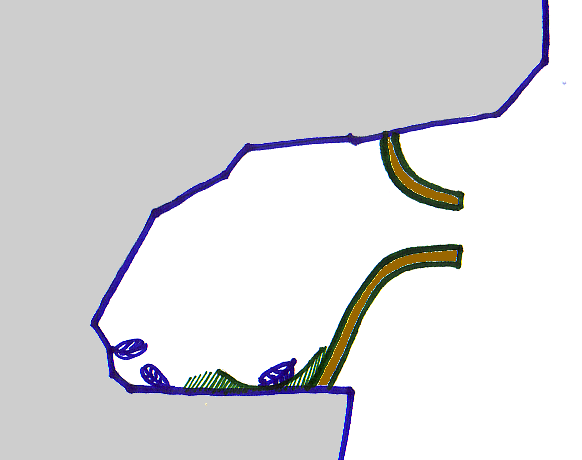
Klippnötväckans bo i genomskärning.

Klippnötväckan häckar från slutet av mars till april eller maj. Det är huvudsakligen hanen som bygger boet, en imponerande flaskliknande konstruktion av lera, djurspillning, hår, fjädrar och skalbaggevingar. Boet byggs oftast under ett överhäng på en klippsida, ibland även på en byggnad. I närheten av boet dekorerar klippnötväckan med olika föremål, både naturliga och från människan. Honan lägger 4-10 ägg.

## Status
Arten har ett stort utbredningsområde, en stor population och den globala populationstrenden är stabil. Utifrån dessa kriterier kategoriserar IUCN arten som livskraftig (LC). I Europa tros det häcka mellan cirka 1.000.000 och 5.000.000 par.

## Namn
Fågelns vetenskapliga artnamn hedrar Franz Neumayer (1791-1842), österrikisk botaniker, fågelhandlare och samlare av specimen i Dalmatien.